# Спенсер (Ајова)
Спенсер (енгл. Spencer) град је у америчкој савезној држави Ајова. По попису становништва из 2010. у њему је живело 11.233 становника.

## Демографија
Према попису становништва из 2010. у граду је живело 11.233 становника, што је -84 (-0.7%) становника више него 2000. године.
| Група             | 2000.          | 2010.          |
| Белци             | 10.933 (96,6%) | 10.573 (94,1%) |
| Афроамериканци    | 16 (0,1%)      | 60 (0,5%)      |
| Азијати           | 126 (1,1%)     | 78 (0,7%)      |
| Хиспаноамериканци | 162 (1,4%)     | 390 (3,5%)     |
| Укупно            | 11.317         | 11.233         |